# Kościół św. Katarzyny Aleksandryjskiej w Pogrzybowie
Kościół świętej Katarzyny Aleksandryjskiej w Pogrzybowie – rzymskokatolicki kościół parafialny należący do parafii pod tym samym wezwaniem (dekanat Raszków diecezji kaliskiej).
Jest to świątynia wzniesiona w latach 1801–1806 i ufundowana przez Sylwestra Karnkowskiego, na miejscu poprzedniego drewnianego kościoła. Budowla została wykończona i poświęcona przez Rafała Karnkowskiego w latach 1806–1809. Architektem i budowniczym był Teodor Sułkowski z Raszkowa. To jest już czwarty kościół wzniesiony w tym miejscu. Tym razem jest to świątynia murowana z cegły. Charakteryzuje się klasycystycznym kształtem architektonicznym i jest zwrócony prezbiterium w stronę zachodnią. Fasada frontowa rozczłonkowana jest pilastrami podtrzymującymi belkowanie, z trójkondygnacyjnym szczytem o wolutowych spływach. Kościół nakryty jest dachami dwuspadowymi. Ze szczytu budowli na wiernych spogląda patronka parafii św. Katarzyna Aleksandryjska z mieczem i kołem młyńskim. Fronton świątyni składa się z trzech kondygnacji. Pierwsza ozdobiona jest trzema płaskorzeźbami w formie medalionów świętych Apostołów Piotra i Pawła oraz płaskorzeźbą symboli papieskich. Druga natomiast ozdobiona jest dwiema rzeźbami drugorzędnych patronów kościoła św. Walentego i św. Antoniego Padewskiego, z kolei trzecia rzeźbą kamiennego krucyfiksu.
Wnętrze kościoła stanowi jedna nawa. Całość została wzniesiona na planie prostokąta, z wyodrębnionym prezbiterium, do którego przylega zakrystia, nad którą znajdują się loże kolatorskie, otwierające się do nawy arkadą o spłaszczonym łuku. Wewnątrz ściany rozczłonkowane są pilastrami, z oknami półkolistymi i prostokątnymi, zamkniętymi półkoliście. Nad wejściem do zakrystii jest umieszczone malowidło przedstawiające inną świętą, królową Jadwigę Andegaweńską. Ołtarz główny stanowi całą szerokość prezbiterium, udekorowany jest komunami i ozdobnymi gzymsami, a także figurami aniołów i świętych. Tuż przy prezbiterium usytuowane są dwa ołtarze zbudowane w formie baldachimów z udrapowaną kotarą i umieszczone są we wnękach. W nich można zobaczyć figury Najświętszego Serca Pana Jezusa i św. Józefa. Mniej więcej w połowie nawy głównej po obu stronach są umieszczone ołtarze z przedstawieniem drugorzędnych patronów parafii. Są nimi św. Antoni Padewski i św. Walenty.